# お台場明石城
お台場明石城（おだいばあかしじょう）は、フジテレビジョンで放送されたバラエティ番組・お台場にあるとされる架空の城。
番組名は「お台場明石城-YAMATO」、「お台場明石城-NOMAD-」と変更され、レギュラー終了後は「お台場明石城-GOLDEN-」のタイトルで特別番組として放送された。
2004年4月26日築城（放送開始）、2006年3月20日レギュラー放送終了。

## 概要
- 築城時から2006年3月20日までは、月曜深夜帯レーベル「登龍門」で、「すぽると!」の直後、日本時間の月曜日深夜24:35-25:04（実質・火曜日未明。2004年9月までは24:35-25:58までの放送。なお、特別番組が組まれていた場合は5分以上遅れの放送となる）に放送していた深夜番組のレギュラー番組だった。
- 明石家さんまを城主に、明石家さんまのゴールデンタイム番組企画をプレゼン。三奉行が、プレゼンを行った若手ディレクターの人事査定を行う、実験番組である。
- 企画プレゼンバラエティの草分けとなった番組で、形式を真似た「企画工場なりあがり」（TBS系列）、「マチャミナイト ガチンコ視聴率バトル 私がPだ!」「クイズプレゼンバラエティー Qさま!!」（どちらもテレビ朝日系列）など、次々に芸能人が企画をプレゼンする番組が制作されていった。これに関しさんまは「TBSのなりあがりにパクるなって言っとけ!」と不満を漏らした。
- フジテレビの社屋風に見立てられた足の生えた城のCGは、ケネックジャパンが製作している。

## あらすじ
世はテレビ戦国時代、東京港区では5つの城（に見立てた、テレビ局）がしのぎを削っていた（テレビ局激戦区）。ちなみに、城の名前は各局の当時の本社所在地に因んでいる(テレビ東京は本番組終了後の2016年に六本木に移転している)。
1. 汐留城(日本テレビ)
2. 赤坂城(TBSテレビ)
3. 六本木城(テレビ朝日)
4. 虎ノ門城(テレビ東京)
5. そして、周囲を天然の堀に囲まれた、ここお台場城(フジテレビ)に君臨するのは、大和国（奈良県、さんまの出身地である)から新たな城主を迎えて天下統一をもくろむ「お台場明石城」。

- 2004年10月18日、「MBSヤングタウン・土曜日」によると、金曜夜7時からの放送に移転するらしいが、さんま側は断ったため、ゴールデンの夢破れ、一度は海底に沈んだ明石城。しかし佐々木アナの「なんかおもろないんじゃ～!アホ～!」の一言で、「アホちゃいまんねん、パーでんねん!」という懐かしの叫び声とともに「お台場明石城-YAMATO-」として復活。それまでは企画プレゼンターが入社10年目以内の若手ディレクター限定だったが、港室長が提案した『企画オープン宣言』により、入社年数・所属部署を問わず、局内外から誰でも参加できるようになった。2005年1月-3月の間、サブタイトルが「-YAMATO-」ではなく、週替わりになっていた。

- 2005年4月11日放送から深夜の30万石（30分番組=約30分間のテレビ番組）を根城（レギュラー番組）として、ありとあらゆる時間帯に出陣していく『動く城』(NOMAD)へとなった。ある時はゴールデンタイム・ある時は昼3時のゆるい時間帯・またあるいは朝と、放送時間にも枠にもとらわれていない、フジテレビジョンの番組表上を自由自在と動き回る攻撃型プログラムに変貌を遂げた。

- 2006年3月20日の放送で、高橋正秀プロデューサーから、「プレゼンテーション対決という形態での深夜番組が終了」となることの発表があった。同年4月からは、これまでにプレゼンされた企画を軸に、月1回の2時間スペシャル番組を放映するとしたが、同城発の企画は「お台場明石城プレゼンツ・さんま・福澤のホンマでっか!?ニュース」しか放送されていない[1]。

## 城の名前の変遷

### 2004年4月-9月
括弧内は元ネタとなった番組のタイトル。
1. 汐留ジャイアンツ城(1球の緊張感 THE LIVE 2004)
2. 赤坂ピン子城(渡る世間は鬼ばかり)
3. 六本木久米城改メ古舘城(ニュースステーション・報道ステーション)
4. 虎ノ門ポケモン城(ポケットモンスターシリーズ)

### 2004年10月-11月
1. 汐留あいかわらずジャイアンツ城(1球の緊張感 THE LIVE 2004)
2. 赤坂ピン子と鉄矢城(渡る世間は鬼ばかり・3年B組金八先生)
3. 六本木頑張れ!古舘城(報道ステーション)
4. 虎ノ門田舎に泊まる城(田舎に泊まろう!)

### 2004年12月～2005年1月
1. 汐留清原残留城(1球の緊張感 THE LIVE 2005)
2. 赤坂実はラジオ城
3. 六本木のぶ代の次は誰だ城(ドラえもん(1979年版))
4. 虎ノ門釣りロマン城(釣り・ロマンを求めて)

## 出演者

### 城主
- 明石家さんま

### 側室
※2004年7月12日放送分からの身分。それまでは「腰元」。
- 佐々木恭子（フジテレビアナウンサー）

### 三奉行
役職は出演当時、放送当時。
- 港浩一バラエティ制作センター室長（2004年7月5日放送で第二制作部長から役職名称変更。総合プロデューサー）
- 水口昌彦バラエティ制作センター部長（欠席の場合総合プロデューサーの吉田正樹が代行。水口のプレゼン時は小林豊営業局長が代行）
- 女性枠（以下のうち一名）
  - 人事部まみちゃん（2004年9月まで毎週登場）
  - 村上真理子バラエティ制作センターAD（2004年10月-2005年6月まで登場。2005年6月の報道センターへの異動以降は顔写真のみの登場）
  - 栗原美和子ドラマ制作副部長（正座NGのため特別に椅子に座っている）
  - 高橋明美フジテレビ生活情報番組センター主任（2004年10月18日放送分出演）
  - 桐山三千代フジテレビ美術局アートデザイナー（2005年1月24日放送より登場）
  - 大貫伊都子（フジテレビ映像企画部副部長。元ミス着物日本。2005年2月7日・14日放送分出演）
  - 渡部雅子編成部テクニカルプロデューサー（2005年8月15日放送分より登場）
  - シェリル・A・シルバーマン事業センター専任部長（ロシア出身、唯一の外国出身奉行。2005年10月24日放送より登場）
  - 有澤ひろみ事業センタープロデューサー（2005年11月14日放送より登場）
  - 柴崎敦子フジテレビワンツーネクスト専任部長（2005年11月28日より登場）

大目付三宅恵介第二制作部ゼネラルディレクター（港・水口の代打で出ることがある。なお、お台場生明石城120万石では女性枠がなかった為、代わりに出演）
若年寄吉田正樹第二制作部企画担当部長（港・水口の代打で出ることがある）
その他河野雄一人事局長（7月上旬の人事異動スペシャルのみの登場）

### 若武者たち（若手ディレクター）
「実録 さんま大作戦」（2004年4月19日放送）に登場
- 出口敬生（梅津弥英子アナの主人、当番組ディレクター）
- 木村剛
- 塩谷亮（覆面）
- 三浦淳
- 山本布美江
- 飯村徹郎
- 小仲正重
- 金子傑
- 清水泰貴（武田祐子アナの主人）
- 藪木健太郎
- 明松功
- 太田一平
- 田中孝明（元NHK真剣10代しゃべり場担当ディレクター）
- 中川将史（中川順テレビ東京元会長の孫）
- 蜜谷浩弥（平井理央アナの主人）
- 古澤光広
- 鈴木善貴

## プレゼン内容
プレゼンディレクターはプレゼンする前に「自分プロモーションビデオ」というものを見せてからプレゼンし、公開人事査定を行う。

### 初期
1. 太田一平 presents 「冥土のみやげ」
  - 2004年5月17日放送、2005年5月16日再放送。
  - 視聴率4.4%、キッズ層高視聴率。
2. 出口敬生 presents 「さんま・ヘレンの直撃!オモロイ夫婦」
  - ヘレン欠席・代打は佐々木アナで錣山親方夫婦を紹介。
  - 視聴率6.7%、F3層高。
3. トリビアブラザーズ（木村剛・塩谷亮） presents 「遊人王」
  - 視聴率6.8%。TEEN層高、女相撲で瞬間視聴率9%。
4. 藪木健太郎 presents 「さんまのMy FAIR Lady」
  - 視聴率4.9%
5. 武田誠司 presents 「ビッグビジネス」
6. 清水泰貴 presents 「さんまの史上最強打線」
7. 山本布美江 presents 「クイズ!恋愛上手」
  - さんまと梅津弥英子アナが司会、杉浦太陽や石田純一らが解答者。
8. 出口敬生 presents 「さんま・直子の私たちこれから結婚します」
  - 飯島直子が登場。
9. 三浦淳 presents 「リクエスト・ナンバー」
10. 小仲正重 presents 「橋野真依子のU-18」
  - 日本香堂一社提供特番化。女子高生司会のクイズあり情報ありのバラエティ。

### YAMATO
1. 小須田和彦 presents 「さんまのスポーツするぞ!スポーツ少年団」
2. 明松功 presents 「さんまと筆おろし」
3. 神原孝 presents 「教えて!クイズ王」
4. 金子傑 presents 「世直しさんちゃん」
5. 武田誠司 presents 「ドリームジャンボ・彼女くじ」
試作版1（2005年1月17日放送）
  - 50人の女性の中から、1位から10位まで（1位は100万円、2位は90万円…以下順位が下がるごとに10万ずつ減っていき、10位は10万円）をBetしていくカジノ方式。プレーヤーのBetした女性が最後の1人に残れば賞金獲得。

試作版2（2005年3月14日放送）
  - プレイヤーが気に入った女性同士のレース形式にし、東貴博がプレイヤーの再試作版。
6. 武石政人（IVSテレビ制作） presents 「普通が一番!!世論のコンビニ」
  - 石田純一・金子貴俊・小倉一郎らが、コンビニエンスストアについてトークバトルを繰り広げる。
7. 徳光芳文＆出口敬生 presents 「さんまのクイズ!こんな大人になりたくない」対決
8. 2004年12月06日プレゼン - くりぃむしちゅー presents 「さんま・くりぃむのミテカルチョ」
試作版（2005年3月7日放送）
  - 進行役は高島彩、中野美奈子。解答者はさんまとくりぃむしちゅー。
  - 解答者はは当日の自らの出演料総額に相当する「ギャラ人形」10本（つまり1本が出演料総額の10%に相当）を元手にし、各問題でギャラ人形を好きな本数だけ賭ける(Bet)。問題に正解すると賭けたギャラ人形が2倍になり、不正解だと没収され、最終的に残ったギャラ人形に相当する金額が当日の出演料となる。#2005年2月21日プレゼン - 高田圭太（報道記者） presents 「明石家さんまの天下一闘技会～勝利のマニフェスト～」

試作版（2005年2月28日放送）
  - 2ラウンド行い、相手に圧倒されてのギブアップもあり。さんまと解説者が、うまかったと思ったほうにバラをあげて判定するが、さんまと解説者の意見が割れた場合は客席多数決。解説・服部克久。
  - 尾崎小百合（かつみ♥さゆり） vs 天地真理のピアノ弾き対決、さゆりが勝利。
9. 2005年3月21日プレゼン - 水口昌彦 presents 「さんまの動く明石城（しろ）」
  - 放送時間を縦横無尽に変えられる特別番組。2005年5月4日21:00-22:54(JST)の生放送「お台場生明石城120万石」でスタート、チーフディレクターは武田誠司。

### NOMAD
1. 2005年4月11日プレゼン（2006年2月6日再プレゼン） - 谷口大二 presents 「マシュマロ・ヘッド・パーティ～やわらか頭を作りましょう～」
試作版1（2005年4月18日放送）
  - 金子昇、劇団ひとり、蛭子能収、さくら、飯星景子が3つのお題に挑み、優勝は+5ポイントで金子昇。

試作版2（2005年7月4日に2度目のプレゼン、2005年7月11日放送）
  - 劇団ひとり、松居直美、東京ダイナマイトのハチミツ二郎、次長課長の河本準一、南海キャンディーズのしずちゃん（山崎静代）、湯浅卓。
2. 2005年4月25日プレゼン - 山本布美江 presents 「クイズ私が産んだのよ!!」
試作版（2005年05月02日放送）
  - 出題者となる母親が「誰の親でしょう」というクイズ。モト冬樹、土田晃之らが解答者となり問題を解く。
3. 鈴木善貴 presents 「エコロ爺」
4. 村上真理子 presents 「さんまの着せかえハニー」
  - 明石家さんまとゲストが、お互いの衣装を決めてそれぞれ試着。
5. 宮崎鉄平 presents 「さんまの視聴者センター」
  - フジテレビにかかってくる苦情電話にさんまが応対。高橋正秀がさんまをサポート。
6. 納富俊文（サガテレビ報道制作部ディレクター） presents 「カバイきゃーなえた」
  - 高橋正秀演出の方言ミニドラマから問題を出すクイズバトル。
7. （2006年2月6日再プレゼン）木村弥寿彦（関西テレビ） presents  「局キャバないと♡」（詳細）
8. 赤池芳文 presents 「ずっとあなたを見ていたい～24分間テレビ～」
9. 竹内誠　presents 「Yes, I know show（明石家1級試験）」
  - 試作版の挑戦者は三宅奉行、土田晃之、トミーズアーティストカンパニー社長の小林謙治(トミー、元ジャPAニーズ)。三宅と土田は1級合格。
10. 2005年8月15日プレゼン - Fumie's angels presents 「男に勝つTV」
試作版（2005年8月22日放送）
  - 女が男に勝利すべく挑戦し、スポーツなどの男女対決試合を行う番組。
11. 2005年9月5日プレゼン - 武田誠司presents 「明石家さんまのホンマでっかニュース」（プレゼン時は「明石家さんまの俺の話を聞けぇ」というタイトル）
小松純也後継・ニュース企画対決をし、対戦者の出口敬生は産休により退ける。
  - 視聴者代表は島崎和歌子、福下恵美。コメンテーター（評論家）は、ベンジャミン・フルフォード（政治評論家）、テレンス・リー（軍事評論家）、離婚評論家の池内ひろ美（離婚相談員）。
12. 2005年10月24日プレゼン（2006年2月6日再プレゼン） - 田中孝明presents「真剣スナックしゃべり歯」
  - 「真剣10代しゃべり場」のパロディー。さんまが特定の職業の人々と語り合う。
13. 2005年11月7日プレゼン - くりぃむしちゅー presents 「くりぃむしちゅーのはじめまして」
まださんまが一度も出会っていない人にインタビュー。初回は麿赤児を予定。
14. 2005年11月14日プレゼン（2006年2月6日再プレゼン） - 密谷浩弥 presents 「明石家サイエンスファンド」（プレゼン時は「さんまとサイエンス」というタイトル）
お金がない技術者が登場しプレゼン100人が判定（評価が良ければ1人1万円を投資）
（試作版投資家）ふかわりょう、松尾貴史、大沢あかね
同様の企画はTBSネプ理科に流用。
15. 2005年11月28日プレゼン - 中川将史 presents 「さんまの授業参観ラボ」
試作版は2006年1月23日放送。
16. 2005年12月12日プレゼン（2006年2月6日再プレゼン） - 山本布美江 presents 「キーパーソンズ」
17. 2006年1月9日プレゼン - 神原孝 presents「継ぐ者たち」
  - 松鶴家千とせの芸に、千原兄弟、井上マー、村上ショージ（千とせの後継者に指名）が挑戦。
18. 2006年1月30日プレゼン - 鈴木善貴presentsおすすめチャンピオン（プレゼン時のタイトルは「さんまのおもしろ☆ブーム博」）
  - YOUや田村裕らの芸能人が自身の推薦の一品について語る。
19. 2006年1月30日プレゼン - 古澤光広presents「25 -Twenty Five-」
さんまがやっていない分野に、25分間でできるかどうかチャレンジ。
20. 2006年3月6日プレゼン - 谷口大二Presents 「さんスポ芸能ヘッドライン」（プレゼン時題「爆笑伝説!芸人ノーウェル賞」）
最終プレゼン対決、同じ大阪出身の出口Dに勝利。
試作版は2006年3月13日放送。
  - 進行・戸部洋子、ゲストプレゼンター・増田英彦（和田アキ子伝説）、千原ジュニア（ブラックマヨネーズM-1グランプリの裏話）、土田晃之（ダチョウ倶楽部肥後克広）、和希沙也（グラビアアイドルは背もたれに気をつけろ）、小堺一機（萩本欽一の考えたバラエティ番組の手法あれこれ）。
21. 2006年3月20日プレゼン - 高橋正秀 presents 「深夜30分×4週=ゴールデン月1回120分」
  - 年間12本の特別番組に?2006年4月から月1回、2時間（120万石）を行う。
  - プレゼン前に「シンデレラ坊主」武田Dの明石城での半生を紹介（総集編）

### 「明石家さんまの5時間くらいテレビ『生きとる』」
（2005年8月28日未明、0:00-5:00、フジテレビ739で深夜の生放送）
- 部屋でくつろいだりする、素の明石家さんまに生放送で5時間密着する。ちなみに同番組生放送時間中の地上波のフジテレビではうまッチ!でさんまが出演、FNNニュースとSPORT WEEKEND SPECIALと登龍門Fが（野球が延長しブログタイプも）生放送されていた。
- タイトルは、同時間帯に日本テレビ地上波で放映中の「24時間テレビ」（2005年テーマ「生きる」）をもじったもの。番組制作発表では、明石家さんまは24時間テレビ「チャリTシャツ」のロゴを真似たTシャツを着用していた。
- 地上波では2005年9月19日に「明石家さんまの24分間テレビ」（編集で24分間に凝縮）として放送。放送の際は時刻を時折カスタム表示。「一人では寂しい」という理由から村上ショージや浅田美代子らに電話をかけ、笑福亭笑瓶、トミーが駆けつけた。

## ネット局の放送時刻（レギュラー放送時）
同時ネット
- フジテレビジョン（諸事情により時折10分遅れの場合あり）
- 北海道文化放送
- 岩手めんこいテレビ
- さくらんぼテレビジョン
- 仙台放送
- 新潟総合テレビ
- 長野放送
- テレビ新広島

時差ネット（放送時刻はいずれも日本標準時）
- 沖縄テレビ放送・5分遅れ（月曜24:40～25:10）
- テレビ熊本・1週遅れ（月曜24:50～25:19）
- 岡山放送 （火曜24:35～25:05）
- テレビ長崎（火曜24:45～25:15）
- テレビ西日本・テレビ大分（火曜25:50～26:20）
- 高知さんさんテレビ （水曜25:10～25:40）
- 秋田テレビ・サガテレビ・37日遅れ（木曜24:35～25:05）
- テレビ静岡（木曜25:05～25:35）
- 富山テレビ放送（金曜25:35～26:05）
- 石川テレビ放送（木曜15:05～15:35）
- 鹿児島テレビ放送（金曜26:20～26:49）

## スタッフ
- 構成：大岩賞介、倉本美津留、海老克哉
- ナレーター：堀井真吾
- 美術制作：行武直高（2004年4月27日-）
- デザイン：棈木陽次（同上）
- 美術進行：林勇（同上）
- 大道具：三谷陽介（同上）
- アクリル装飾：橋本順（同上）
- 電飾：田中信太郎（同上）
- 装飾：小林昭浩（同上）
- 生花装飾：荒川直史（同上）
- 衣装：星野恵美（同上）
- メイク：高梨由美子（さんま担当、同上）
- かつら：中野奈緒（同上）
- スタイリスト：矢野悦子（さんま担当、2004年5月11日-）
- CG：ケネックジャパン
- SW：岩沢忠夫
- カメラ：藤本伸一
- VE：瀧本恵司
- 音声：森田篤
- 照明：本沢啓史
- 編集：原靖・岩崎秀徳・菊池正吾・太田友康（IMAGICA）
- MA：石川英男（IMAGICA）
- 音響効果：田中寿一（J-WORKS）
- TK：楮本眞澄
- 編成：金井卓也、高瀬敦也、小松純也（編成は2005年8月1日 - 、元演出・P）
- 広報：谷川有季
- ディレクター：出口敬生、武田誠司
- プロデューサー：朝倉千代子（担当は2004年9月4日-）、高橋正秀
- プロデューサー・演出：小松純也
- 総合プロデューサー：港浩一、吉田正樹
- 技術協力：ニユーテレス
- 制作：フジテレビバラエティ制作センター
- 制作著作：フジテレビ